# Domo resurgente

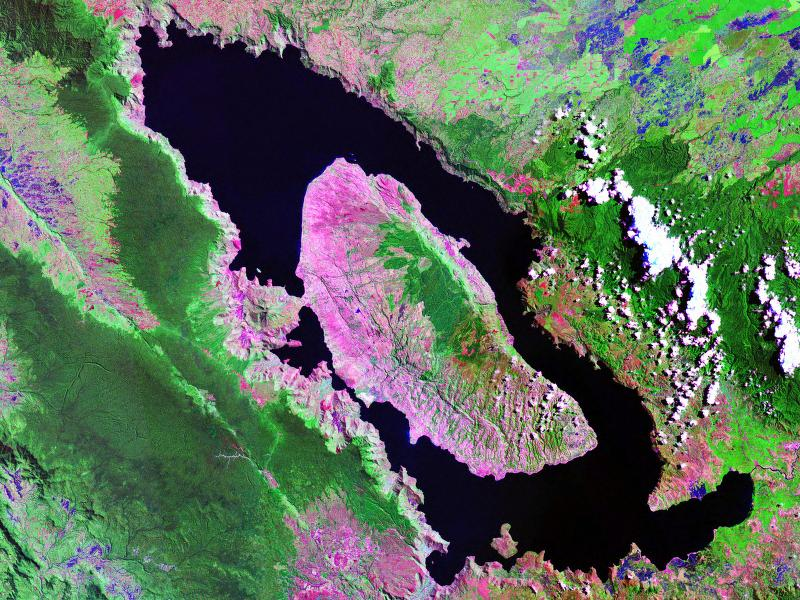
Imagen de la caldera volcánica del lago Toba con un domo resurgente formando la isla Samosir.

En la geología se llama domo resurgente a una estructura formada por el rellenamiento interior de una caldera volcánica por magma. Al contrario de lo que sucede con un domo de lava los domos resurgentes no se forman por la extrusión de lava sino por el flexionamiento del techo de una cámara magmática.

## Ejemplos de domos resurgentes
- Cerro Galán, Argentina
- Caldera de Yellowstone, EE. UU.
- Complejo volcánico Los Frailes, Bolivia
- Lago Toba, Indonesia
- Lago Taupo, Nueva Zelandia
- Iwo Jima, Japón
- Caldera La Pacana, Chile